# Gretl Braun
Margarete Berta (Gretl) Braun (München, 31 augustus 1915 – Steingaden, 10 oktober 1987) was de jongste zus van Ilse Braun en Eva Braun.
Ze behoorde tot de naaste omgeving van Adolf Hitler in het Berghof. Gretl Braun huwde op 3 juni 1944 de SS-Gruppenführer Hermann Fegelein, de verbindingsofficier van de Waffen-SS op het Führerhauptquartier, die – naar alle waarschijnlijkheid – op 29 april 1945 in de Führerbunker werd geëxecuteerd op beschuldiging van verraad. Op 5 mei 1945 beviel Gretl in Obersalzberg van een dochter, die ze Eva Barbara noemde als eerbetoon aan haar zus. Eva Barbara pleegde zelfmoord in 1971, nadat haar geliefde bij een auto-ongeluk was overleden. Gretl Braun hertrouwde in 1954 in München met Kurt Berlinghoff. Ze overleed in 1987, op 72-jarige leeftijd.